# Pleolophus nigribasis
Pleolophus nigribasis är en stekelart som beskrevs av Henry Keith Townes, Jr. 1962. Pleolophus nigribasis ingår i släktet Pleolophus och familjen brokparasitsteklar. Inga underarter finns listade i Catalogue of Life.